# Valobservation
Valobservation (tidigare valövervakning) innebär internationell observation av allmänna val, såsom presidentval, parlamentsval och lokalval. De organiseras ofta av OSSE, EU eller FN. Det finns också enskilda organisationer som observerar val, till exempel Carter Centre. Traditionellt observerar utsända diplomater val i länderna där de är stationerade. Politiska partier brukar i solidaritet med systerpartier skicka observatörer.
Kriterier för giltiga val finns i den allmänna förklaringen om de mänskliga rättigheterna, där det står att val ska vara fria, verkliga, periodiska, med lika rösträtt och skydda väljarens rätt till valhemlighet.
FN har tillsammans med ett 20-tal organisationer tagit fram en uppförandekod för internationell valobservation, Declaration of Principles for International Election Observation. Denna principdeklaration och uppförande kod har senare fått 56 undertecknade organisationer. 
Från Sverige skickar Folke Bernadotteakademin (FBA) på uppdrag av Utrikesdepartementet svenska valobservatörer till OSSE:s och EU:s valobservationsinsatser.  

## Historia
Sedan år 1995 är det vanligare att använda begreppet valobservation än det tidigare använda valövervakning. Övervakare hade möjlighet att ingripa i en vallokal. En observatör ska observera, anteckna och rapportera till sin organisation som tar upp iakttagelser med landets valmyndighet.  
Fortfarande förekommer båda begreppen. Men termen valövervakning är på väg ut också för att den setts som politiskt färgad på så vis att övervakarna gjorde anspråk på att veta mer om demokratiska val än de inhemska myndigheterna, liksom att övervakarna misstänkliggjorde de inhemska myndigheterna. Dessa negativa associationer har lett till att OSSE, EU och FN i dag använder begreppet valobservation. 
Under 1990-talet gav FN:s säkerhetsråd internationella organisationer i uppdrag att förbereda och genomföra de första demokratiska valen efter fredsavtalen på Balkan, liksom vid övergång från diktatur till demokrati i Kambodja. I flera fall observerades den genomförande organisationen av andra organisationer.